# Nanocellulosa

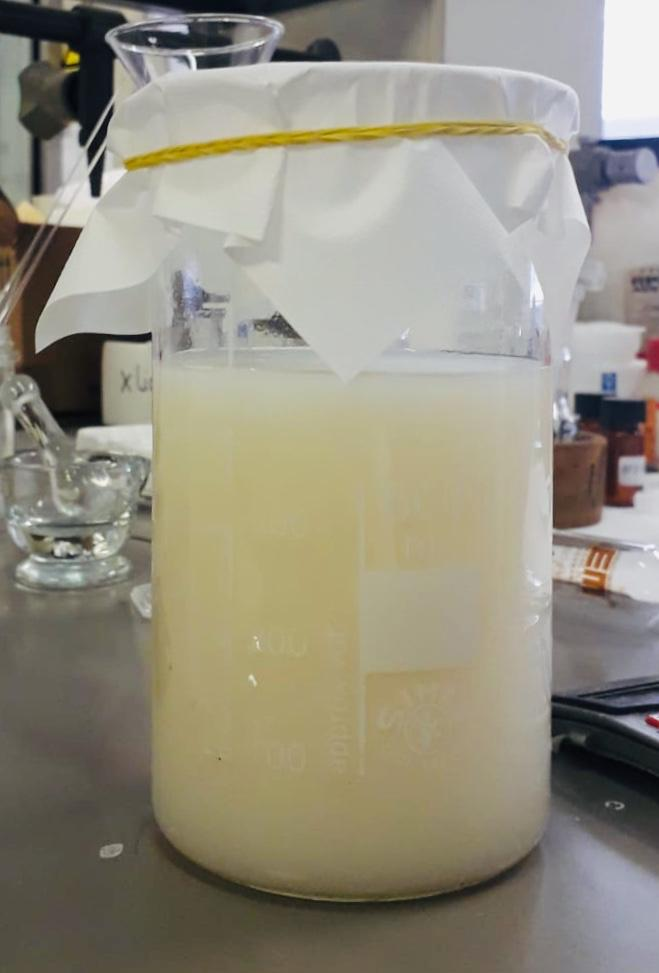
Sospensione di nanocellulosa ultrasonicata.

Il termine nanocellulosa (NC) si riferisce ad estratti cellulosici o materiali trattati, aventi dimensioni strutturali su scala nanometrica. Ci sono tre classi principali di nanocellulose: nanocristalli di cellulosa (CNC), cellulosa nanofibrillata (NFC), e nanocellulosa batterica (BNC), classificate in base alla loro morfologia e fonte. Le proprietà meccaniche e chimiche della nanocellulosa la rendono estremamente adatta a diversi tipi di applicazioni innovative. Gli approcci più diffusi per ottenere la nanocellulosa sono meccanici, chimici ed enzimatici.

## Fonti di nanocellulosa
Le nanofibre di cellulosa vengono estratte da fonti agricole, forestali (biomasse lignocellulosiche) e batteriche. La biomassa lignocellulosica è composta da cellulosa (30-50%), emicellulosa (19-45%) e lignina (15-35%) di origine vegetale. Insieme questi polisaccaridi formano un’eteromatrice la cui composizione varia in funzione della fonte della biomassa. Cellulosa ed emicellulose sono entrambi polisaccaridi, ma mentre la cellulosa è composta da unità di glucosio legate tra loro, le emicellulose possono essere composte da qualsiasi unità di zuccheri semplici, anche diversi fra loro (i più frequenti sono glucosio, xilosio, arabinosio, mannosio, galattosio, ramnosio) e possono inoltre essere organizzate sotto forma di catene ramificate; inoltre, le ramificazioni delle emicellulose possono essere legate chimicamente a molecole diverse da zuccheri semplici, come per esempio fenoli o con la stessa lignina. La lignina, invece, è un complesso polimero organico composto da una struttura polimerica di unità fenilpropaniche. Essa svolge in tutti i vegetali la funzione di legare e cementare tra loro le fibre per conferire ed esaltare la compattezza e la resistenza della pianta. Essendo un fenilpropanoide, la lignina non ha alcun carattere di carboidrato, bensì risulta essere a tutti gli effetti un composto aromatico. Tra le fonti di nanocellulosa di origine completamente naturale troviamo fibre di sisal, bamboo, pigne, residui di polpa di scarto, scarti di pannocchie, gambi di girasole, steli di cotone, fibre di juta, bucce di banana, fibra di cocco, polpa di conifere secca e polpa di eucalipto.

## Metodi per ottenere la nanocellulosa
Il modo in cui la nanocellulosa viene isolata dalla pianta ha un grande effetto sulla morfologia e sulle proprietà del materiale ottenuto. I metodi principali di isolamento della NC sono: il trattamento meccanico, il trattamento chimico-meccanico (kraft pulping), e il trattamento enzimatico-meccanico.

### Trattamento meccanico
La procedura per isolare cellulosa nanofibrillata consiste nel disintegrare le fibre di cellulosa lungo il loro asse longitudinale, diluendo sospensioni di pasta di legno cellulosica in acqua, le quali passano poi attraverso un omogeneizzatore meccanico. La fibrillazione è indotta da un grande perdita di carico. Altre tecniche riportate in letteratura per l’ottenimento di cellulosa nanofibrillata sono: omogeneizzazione ad alta pressione, omogeneizzazione ad alto taglio, criocrushing, miscelazione ad alta velocità, microfluidificazione, macinazione, ultrasuoni ad alta intensità, fresatura a martelli ed elettrofilatura.

### Trattamento chimico-meccanico

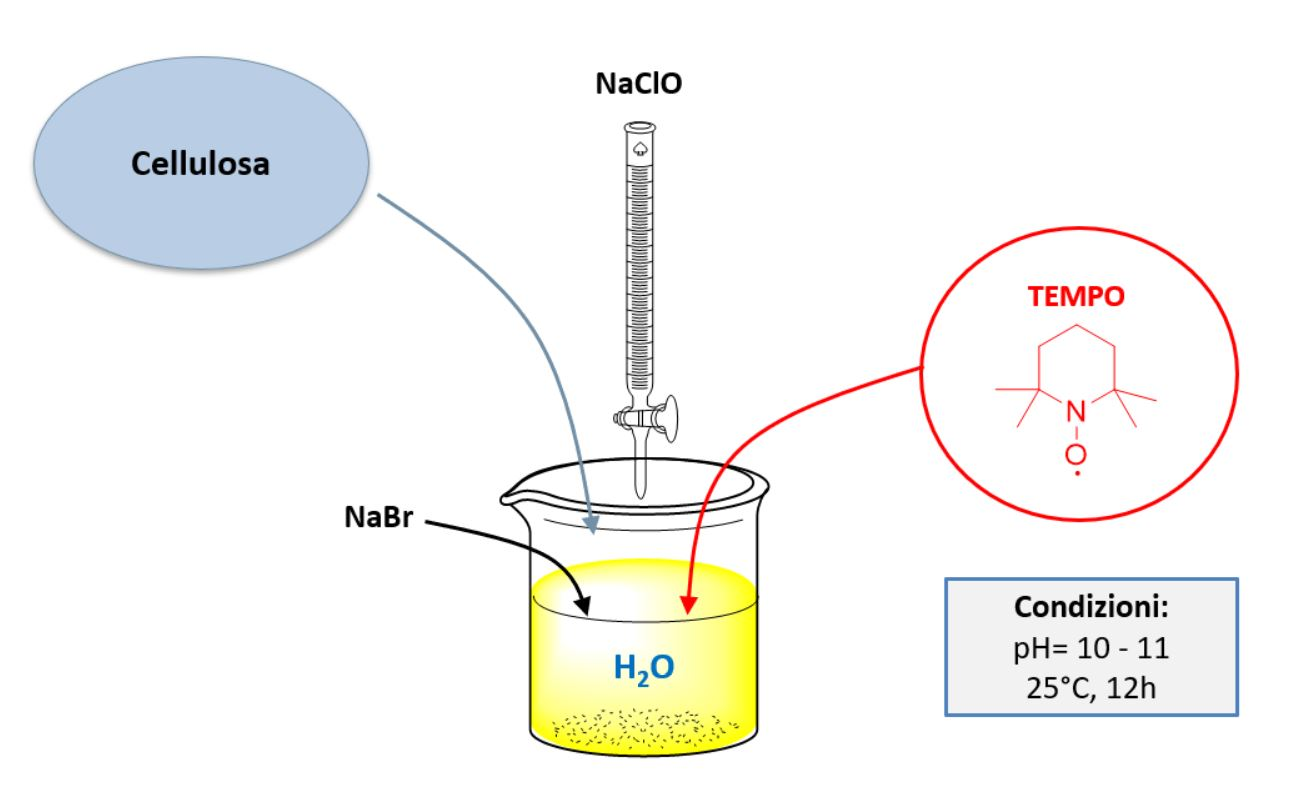
Schema riassuntivo dell'ossidazione TEMPO-mediata della cellulosa.

In primo luogo, i pretrattamenti chimici hanno lo scopo di rimuovere le sostanze non cellulosiche come cere, ceneri, lignina, pectina ed emicellulosa. Il pretrattamento può ridurre l'energia consumata dai processi meccanici da 20000-30000  kWh/ton a 1000 kWh/ton. Il trattamento alcalino mira alla rimozione del contenuto di lignina e alla degradazione delle emicellulose, anche se l'emicellulosa non viene mai completamente rimossa. Le condizioni di reazione devono essere controllate, per prevenire la degradazione della cellulosa. Una volta recuperata la cellulosa, l'idrolisi acida è senza dubbio il trattamento chimico più comune utilizzato per ottenere cristalli di nanocellulosa, utilizzato soprattutto a livello industriale. Le attuali limitazioni con l'idrolisi acida includono la natura corrosiva degli acidi e la produzione di grandi quantità di rifiuti chimici, anche se attualmente esistono strategie di riciclo su scala industriale. In alternativa, la nanocellulosa può essere ottenuta attraverso processi ossidativi; un esempio è l’ossidazione mediata da TEMPO (2,2,6,6-Tetramethylpiperidin-1-yl)oxyl) prima del trattamento meccanico. Questa ossidazione facilita l'isolamento della nanocellulosa in acqua con condizioni di reazione blande (solitamente il processo avviene a temperatura e pressione ambiente), con conversione ad acidi carbossilici dei gruppi ossidrilici presenti sulla superficie della cellulosa.

### Trattamento enzimatico-meccanico
Il pretrattamento enzimatico, considerato un processo green, è un altro processo che può essere utilizzato per isolare la nanocellulosa. Questo trattamento consente condizioni di idrolisi più blande rispetto all'idrolisi acida. La nanocellulosa ottenuta con trattamenti chimici ed enzimatici mostra diverse morfologie. Tra gli enzimi utilizzati per il trattamento enzimatico troviamo le xilanasi, enzimi idrolitici che modificano le emicellulose presenti nella fibra vegetale. Esse possono anche avviare l'idrolisi casuale delle regioni terminali non riducenti β-1,4 situate tra i legami glicosidici delle unità di glucosio. Gli enzimi modificano o degradano la lignina e l'emicellulosa, limitando l’idrolisi delle fibre cellulosiche.

## Tipologie di nanocellulosa

### Nanocristalli di cellulosa (CNC)

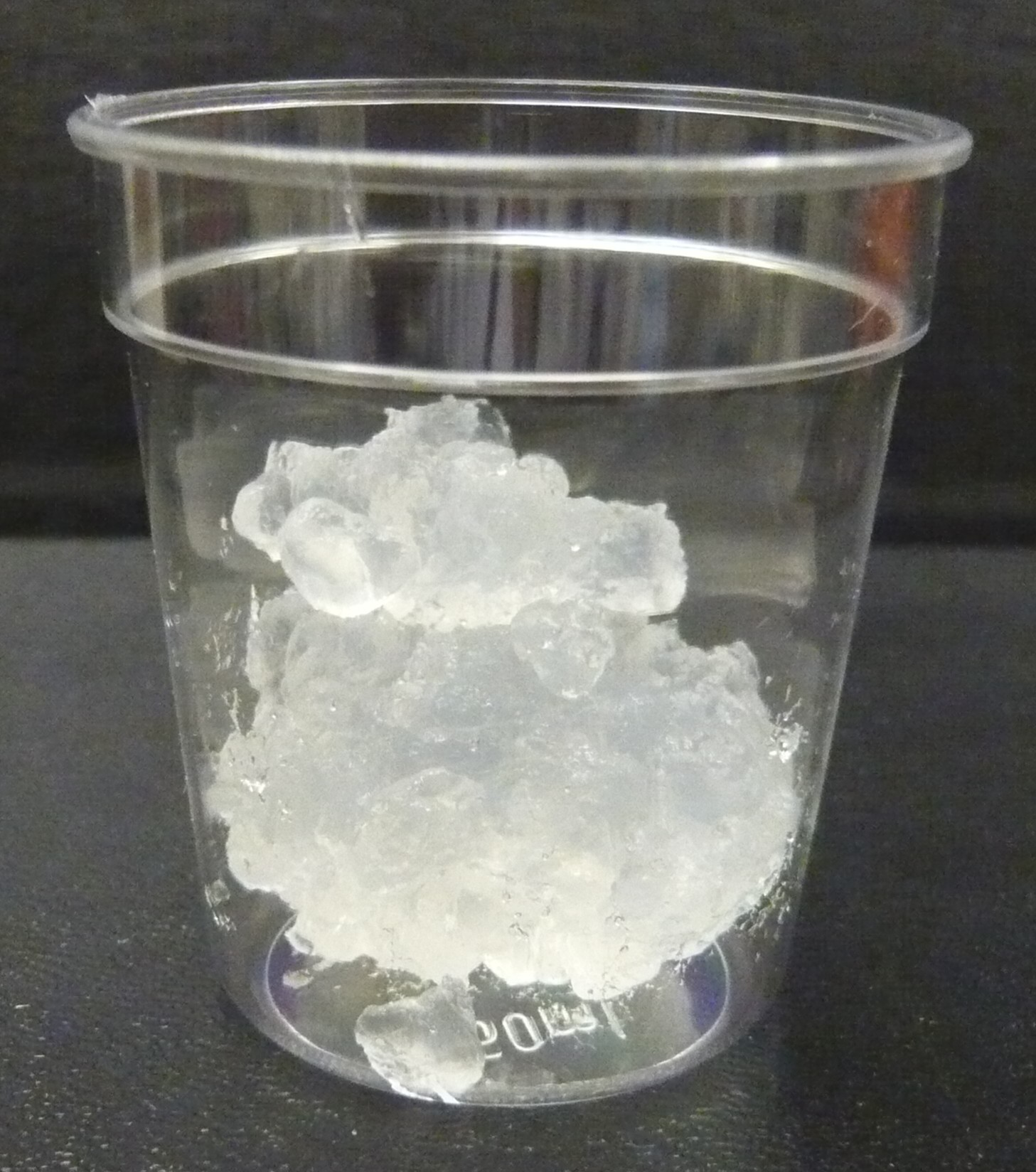
Nanocristalli di cellulosa

I nanocristalli di cellulosa presentano forme allungate simili a bacchette cristalline e presentano un'elevata rigidità, dal momento che viene rimossa una buona parte delle regioni amorfe. Il grado di cristallinità nei nanocristalli varia dal 54% all'88%. La lunghezza dei nanocristalli di cellulosa varia da 50 a 500 nanometri, mentre il loro diametro si assesta tra i 3 e i 50 nm. Essi combinano elevata rigidità assiale, alto modulo di Young, alta resistenza alla trazione, basso coefficiente di espansione termica, alta stabilità termica, e bassa densità.

### Cellulosa nanofibrillata (CNF)
La cellulosa nanofibrillata è costituita da un fascio di nanofibre di cellulosa distesa; all’interno del fascio le catene di cellulosa sono tra di loro aggrovigliate ma flessibili, con una grande superficie esposta. A differenza dei CNC, la CNF è costituita da significative regioni amorfe, con catene morbide e lunghe di diametro variabile tra i 10 e i 500 nanometri e lunghezze su scala micrometrica.

### Nanocellulosa batterica (BNC)
La nanocellulosa batterica è sintetizzata e secreta dalla famiglia dei Gluconoacetobacter xylinus. Anche specie batteriche come Agrobacterium, Pseudomonas, Rhizobium e Sarcina sono in grado di produrre BNC. La nanocellulosa batterica è prodotta coltivando batteri per alcuni giorni in un terreno di coltura liquido contenente glucosio, fosforo, carbonio e azoto.
La struttura e le proprietà dei tubi di BNC possono essere controllate scegliendo opportunamente le condizioni di coltura, come la fonte di nutrienti, il rapporto di ossigeno, il tipo di ceppo batterico, il tempo di incubazione e l'utilizzo di un bioreattore.

## Tecniche di analisi sulla nanocellulosa
La struttura e la morfologia della nanocellulosa derivata da varie fonti sono state ampiamente studiate attraverso tecniche diverse, tra le quali troviamo la microscopia elettronica a trasmissione (TEM), la microscopia elettronica a scansione (SEM), la microscopia a forza atomica (AFM), la diffusione a raggi X grandangolare (WAXS), la diffrazione a raggi X a piccolo angolo di incidenza e la risonanza magnetica nucleare 13C allo stato solido Magic Angle Spinning (CP/MAS).

## Proprietà

### Viscosità
La nanocellulosa presenta caratteristiche uniche dal punto di vista della reologia. L'alta viscosità a basse concentrazioni la rende molto interessante come stabilizzante e agente gelificante in particolar modo nelle applicazioni alimentari. Il modulo elastico e il modulo di rilassamento risultano essere indipendenti dalla frequenza angolare a tutte le concentrazioni di nanocellulosa comprese tra lo 0,125% e il 5,9%. I valori del modulo elastico sono particolarmente elevati (104 Pa al 3% di concentrazione) e vi è inoltre una particolare forte dipendenza dalla concentrazione, in quanto il modulo elastico aumenta di 5 ordini di grandezza aumentando la concentrazione dallo 0,125% al 5,9%. I gel di nanocellulosa presentano anche un diradamento ad alto potere di taglio (la viscosità si perde con l'introduzione delle forze di taglio). Il comportamento di diradamento al taglio è particolarmente utile in una serie di diverse applicazioni di rivestimento.

### Proprietà meccaniche
La cellulosa cristallina ha interessanti proprietà meccaniche: la sua resistenza alla trazione è di circa 500 MPa, simile a quella dell'alluminio. La sua rigidità è di circa 140-220 GPa, migliore di quella della fibra di vetro, utilizzata commercialmente per rinforzare la plastica. Le pellicole realizzate in nanocellulosa hanno un'elevata resistenza (oltre 200 MPa), elevata rigidità (circa 20 GPa) ed elevata deformazione (12%). Il suo rapporto resistenza/peso è 8 volte superiore a quello dell'acciaio inossidabile. Le fibre di nanocellulosa, invece, presentano elevata resistenza (fino a 1,57 GPa) e rigidità (fino a 86 GPa).

### Proprietà barriera
Nei polimeri semi cristallini, le regioni cristalline sono considerate impermeabili ai gas. A causa della cristallinità relativamente alta, in combinazione con la capacità delle nanofibre di formare una fitta rete tenuta insieme da forti legami inter-fibrillari (alta densità di energia coesiva), è stato suggerito che la nanocellulosa potrebbe agire come materiale barriera. Studi condotti considerando la permeabilità all’ossigeno hanno attribuito ai film di nanocellulosa elevate proprietà di barriera. Modifiche ai gruppi funzionali superficiali della nanocellulosa influiscono notevolmente sulla permeabilità dei film di nanocellulosa. Pellicole costituite da nanocristalli di cellulosa caricata negativamente riducono efficacemente la permeazione degli anioni, lasciando inalterato l’effetto sugli ioni neutri. I cationi, invece, tendono ad accumularsi all’interno della membrana.

## Funzionalizzazione della nanocellulosa
La superficie della nanocellulosa può essere facilmente modificata e funzionalizzata; è infatti possibile creare dei nanomateriali miratamente modificati a seconda del tipo di applicazione. Le modifiche sulle nanofibre di cellulosa avvengono prevalentemente a livello del gruppo ossidrilico (-CH2OH) e l’obiettivo di questa funzionalizzazione è quello di modificare l'idrofobicità della superficie del materiale, migliorandone la compatibilità e la dispersibilità in solventi specifici.

### Introduzione di gruppi idrofobici
Dal momento che la cellulosa è idrofila, essa tende ad assorbire acqua dopo l’esposizione. La sensibilità dei materiali nanocellulosici verso l'umidità può essere regolata utilizzando varie tecniche di funzionalizzazione, tra cui troviamo esterificazione, sililazione, ammidazione, uretanizzazione e eterificazione: l’introduzione di questi gruppi funzionali rende la superficie della nanocellulosa maggiormente idrofobica. In questo tipo di funzionalizzazioni è necessario modificare solo la superficie della nanocellulosa preservando la morfologia originale e la complessa struttura dei gruppi alcolici interni.

### Introduzione di gruppi idrofili
L’introduzione di gruppi idrofili, come gruppi carbossilici, gruppi fosforici e gruppi solfonici, è finalizzata ad introdurre una carica superficiale negativa in grado di stabilizzare le nanoparticelle sfruttando l’effetto delle interazioni elettrostatiche. Le reazioni chimiche che permettono l’introduzione di gruppi idrofili sulla superficie del materiale sono fosforilazione, carbossimetilazione, solfonazione e ossidazione.

## Possibili applicazioni della nanocellulosa
Le proprietà della nanocellulosa (proprietà meccaniche, proprietà di formazione del film, viscosità, etc.) ne fanno un materiale interessante per molte applicazioni, con un altissimo potenziale per prodotti industriali estremamente innovativi.

### Aerogel

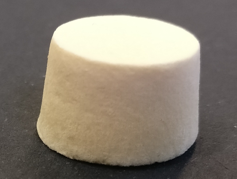
Aerogel sintetizzato a partire da nanofibre di cellulosa e polietilenimmina ramificata.

La nanocellulosa può essere utilizzata come componente strutturale per la sintesi di aerogel in combinazione con polimeri come la polietilenimmina ramificata (bPEI). Questi aerogel, ottenuti attraverso un processo di liofilizzazione e trattamento termico, sono stati utilizzati per diverse applicazioni, come la decontaminazione ambientale delle acque e il sensing di ioni specifici.

### Carta e cartone
Tra le potenziali applicazioni della nanocellulosa troviamo quelle nell’ambito della produzione di carta e cartone. Le nanocellulose dovrebbero aumentare la forza di legame fibra-fibra e, quindi, avere un forte effetto di rinforzo sui materiali cartacei. La nanocellulosa può essere utile come barriera nelle carte a prova di grasso e come additivo per migliorare la resistenza a secco e umido nei prodotti di carta e cartone. È stato dimostrato che applicare CNF come materiale di rivestimento sulla superficie di carta e cartone migliora le proprietà barriera, in particolare la resistenza all'aria. Migliorano inoltre le proprietà strutturali del cartone (superficie più liscia).
La nanocellulosa può essere inoltre utilizzata per preparare carta flessibile e otticamente trasparente. Tale carta è un substrato estremamente utile per i dispositivi elettronici perché è riciclabile, biocompatibile e si degrada facilmente quando viene smaltita.

### Compositi
Dal momento che la nanocellulosa possiede ottime proprietà di rinforzo delle materie plastiche, essa può essere utilizzata anche per migliorare le proprietà meccaniche di resine termoindurenti, matrici a base di amido, proteine della soia e lattici di gomma. Le applicazioni della nanocellulosa in materiali compositi possono essere legate a materiali di rivestimento, pellicole, vernici, schiume e imballaggi.

### Cibo
La nanocellulosa può essere utilizzata come sostituto a basso contenuto calorico degli odierni additivi carboidrati utilizzati come addensanti, coadiuvanti aromatici e stabilizzanti in una vasta gamma di prodotti alimentari.

### Settore medico, cosmetico e farmaceutico
L’utilizzo della nanocellulosa in ambito cosmetico, medico e farmaceutico ha recentemente preso sempre più piede con un’ampia gamma di applicazioni estremamente innovative:
- Uso della nanocellulosa come agente di rivestimento composito in cosmetica, ad esempio in prodotti per capelli, ciglia, sopracciglia o unghie.
- Composizioni solide secche di nanocellulosa per la produzione di compresse per il trattamento dei disturbi intestinali.
- Pellicole di nanocellulosa per lo screening di composti biologici e acidi nucleici che codificano un particolare composto biologico.
- Terreni filtranti parzialmente a base di nanocellulosa per trasfusioni di sangue privo di leucociti.
- Formulazioni buccodentali a base di nanocellulosa e composti organici poliidrossilati.
- Nanocellulosa in polvere come eccipiente nelle composizioni farmaceutiche.
- Gel elastici criostrutturati per potenziali applicazioni biomediche e biotecnologiche.[53]
- Matrici a base di nanocellulosa per colture cellulari 3D.

### Altre applicazioni
- Materiale per rivestimenti.[54]
- Additivo per filtri per tabacco.
- Bioedilizia.
- Rinforzo di materiali conduttivi.
- Membrane per altoparlanti.
- Membrane ad alto flusso.
- Ambito automotive.
- Bioetanolo.
- Catalisi.
- Componenti per computer.[55]
- Condensatori.[56]
- Armatura leggera e vetro balistico.[57]
- Inibitori di corrosione.[58]
- Industria oli e gas.

## Aspetti legati alla sicurezza
La sicurezza e gli aspetti di impatto ambientale della nanocellulosa sono stati recentemente valutati: è emerso che il materiale non causa un'esposizione significativa alle particelle fini durante la macinazione per attrito o lo spray-drying. Dopo l'esposizione alla nanocellulosa non si osservano effetti infiammatori o citotossici sui macrofagi umani o sui topi. I risultati degli studi di tossicità suggeriscono quindi che la nanocellulosa non risulta essere citotossica né particolarmente batteriotossica verso Vibrio fischeri in concentrazioni rilevanti per l'ambiente.

## Produzione commerciale
Sebbene la nanocellulosa a partire dal legno sia stata prodotta per la prima volta nel 1983 da Herrick e Turbak, la sua produzione commerciale è stata rinviata al 2010, soprattutto a causa dell'elevato consumo energetico e degli elevati costi di produzione. 
Inventia Co. in Svezia è stata la prima azienda di nanocellulosa fondata nel 2010. Altre società attive di prima generazione sono CelluForce (Canada), Kruger (Canada), Performance BioFilaments (Canada), Nippon (Giappone), Nano Novin Polymer Co. (Iran), Maine University (USA), VTT (Finlandia), Sappi (Paesi Bassi), InoFib (Francia) e Melodea (Israele).